# Pointe du Raz Ladies Classic 2025
De derde editie (eerste onder auspiciën van de UCI) van de wielerwedstrijd Pointe du Raz Ladies Classic vond plaats op 8 mei 2025. De 115 deelneemsters startten nabij Pointe du Raz en finishten 1443 kilometer later in Plouhinec. De wedstrijd had de de UCI-categorie 1.1. De Spaanse Paula Blasi won, voor de Britse Lauren Dickson en Anneke Dijksta uit Nederland.

## Uitslag
| Plaats  | Naam                  | Ploeg                             | Tijd     |
| ------- | --------------------- | --------------------------------- | -------- |
| Winnaar | Paula Blasi           | UAE Team ADQ                      | 3u50'13" |
| 2       | Lauren Dickson        | Handsling Alba Dev.               | + 7"     |
| 3       | Anneke Dijkstra       | VolkerWessels                     | + 31"    |
| 4       | Célia Gery            | FDJ-SUEZ                          | + 37"    |
| 5       | Sarah Van Dam         | CERATIZIT                         | + 40"    |
| 6       | Mia Griffin           | Roland                            | + 2'48"  |
| 7       | Victoire Berteau      | Cofidis                           | z.t.     |
| 8       | Sylvie Swinkels       | Roland                            | z.t.     |
| 9       | Tamara Dronova        | Roland                            | z.t.     |
| 10      | Eleonora Gasparrini   | UAE Team ADQ                      | z.t.     |
| 11      | Kristýna Burlová      | CERATIZIT                         | z.t.     |
| 12      | Alicia González       | St Michel-Preference Home-Auber93 | z.t.     |
| 13      | Nadia Quagliotto      | Cofidis                           | z.t.     |
| 14      | Petra Zsankó          | CERATIZIT                         | z.t.     |
| 15      | Kathrin Schweinberger | Human Powered Health              | z.t.     |
| 16      | Eline Jansen          | VolkerWessels                     | z.t.     |
| 17      | Jasmin Liechti        | NEXETIS                           | z.t.     |
| 18      | Célia Le Mouel        | CERATIZIT                         | z.t.     |
| 19      | Noémie Abgrall        | Claris Automobiles Ladynamips RVC | z.t.     |
| 20      | Fiona Mangan          | Winspace Orange Seal              | z.t.     |